# روزي ماك
روزي ماك (بالإنجليزية: Rosie Mac)‏ هي ممثلة بريطانية، ولدت في 12 فبراير 1997 في إنجلترا في المملكة المتحدة.

## وصلات خارجية
- روزي ماك على موقع IMDb (الإنجليزية)